# Schlacht an der Mariza
In der Schlacht bei Tschernomen (bulgarisch Битката при Черномен), auch Schlacht an der Mariza (serbisch Marička bitka/Маричка битка) genannt, unterlag 1371 ein serbisches Heer einem osmanischen. Die Schlacht fand unweit des heutigen Ortes Tschernomen in der Marizaebene statt und war Teil der Versuche der christlichen Staaten Südosteuropas, sich der Expansion des Osmanischen Reiches zu widersetzen.

## Vorgeschichte
Den sich in Südosteuropa ausbreitenden osmanischen Türken, die 1369 Edirne zu ihrer Hauptstadt erhoben hatten, stellten sich die serbischen Brüder Jovan Uglješa und Vukašin Mrnjavčević entgegen. Uglješa und Vukašin wurden um 1365 in den heutigen makedonischen Gebieten Serres und Skopje bzw. Prilep zu Despoten erhoben und hatten eine Koalition gegen die expandierenden Türken begründet. An dieser beteiligte sich auch das bulgarische Reich, während das geschwächte Byzantinische Reich sich neutral verhielt.

## Schlacht bei Tschernomen
Manche Historiker datieren diese Schlacht auch auf das Jahr 1363 oder 1367. Alle aber stimmen darin überein, dass sie unweit des Ortes Tschernomen (Črnomen) und in der Nähe von Adrianopel (heute Edirne) stattfand. Das Ergebnis der Schlacht war dennoch eindeutig und entscheidend. Trotz zahlenmäßiger Überlegenheit unterlag das christliche Heer, nachdem ihre beiden Führer im Kampf gefallen waren. Sieger der Schlacht war der türkische Feldherr Lala Şahin Paşa bzw. sein Sultan Murat I.
Nach den Aufzeichnungen des Sa'd-ud-dīn wurde das christliche Heer volltrunken in der Nacht von dem osmanischen Heer überrascht und ohne großen Widerstand vernichtend geschlagen. Die Bezeichnung der Schlacht wird in osmanischen Quellen auch als Sirf Sindughi bzw. in den türkischen Quellen als Sırp Sındığı (zu deutsch etwa Serben-Niederlage) bezeichnet.
Es gibt aber auch andere Historiker, welche eine vorangegangene Schlacht in diesen besagten Jahren 1363 oder 1367 beschreiben und mit Sırpsındığı bezeichnen. Es gibt eine Ortschaft in der Nähe von Edirne, die heute Sarayakpınar heißt; der historische Name war jedoch Sırpsındığı. Demnach wurde diese erste Schlacht eben in der Nähe dieses Ortes ausgetragen, während die spätere Schlacht 1371 an der Mariza stattfand.

## Folgen
Für die Türken hatte der Sieg über die christlichen Verbündeten eine weit größere Bedeutung als der spätere in der Schlacht auf dem Amselfeld 1389 oder jener über die Kreuzritter in der Schlacht von Nikopolis 1396.
Vukašins legendärer Sohn Marko Mrnjavčević wurde ebenso türkischer Vasall wie der bulgarische Zar Iwan Schischman und der Despot von Welbaschd Konstantin Dragasch. Beide mussten auf türkischer Seite gegen die Walachen in den Kampf ziehen, den Türken stand die Eroberung Südosteuropas offen. Auch wenn die Serben die Türken 1381 bei Dubravnica und 1386 bei Pločnik noch einmal abwehren konnten, die türkische Expansion ließ sich nicht mehr entscheidend aufhalten. Byzanz unterwarf sich 1379 als Vasall, Thessaloniki wurde 1387 erobert (1402–1430 vorübergehend wieder christlich).
Obwohl die christlichen Herrscher Vasallen wurden, überrannten die Türken Südmakedonien und die bulgarischen Festungen entlang der Via Militaris in Thrakien und bis Ichtiman (1378) und Kostenez im Westen. 1386 fiel Sofia. Im Osten nahmen sie bereits 1373 Diambol (Jambol) und Markeli ein und stießen auf die byzantinischen Küstenstädte (Debelt, Sosopolis und Agathopol) vor.
In der europäischen bzw. serbischen Geschichtsschreibung sowie im kollektiven Bewusstsein der südosteuropäischen Völker steht die Schlacht an der Mariza allerdings bis heute im Schatten der Niederlage auf dem Amselfeld.

## Weblink
- Schlacht von Tschernomen (bulgarisch)